# Frimley
Frimley – wieś w Anglii, w hrabstwie Surrey, w dystrykcie Surrey Heath. Leży 48 km na południowy zachód od centrum Londynu. W 2001 miejscowość liczyła 12 739 mieszkańców.